# Dichorragia
Dichorragia — род дневных бабочек из семейства нимфалид, распространённый на территории Юго-Восточной Азии.

## Описание
Крупные дневные бабочки. Крылья сверху с синеватым отливом и у самцов и у самок, тёмные с белыми пятнышками. В геииталиях самца саккус в 2 раза короче высоты гениталий. Вальвы на вершине округлены, равномерно изогнут, близ вершины с зубцами.

## Виды
- Dichorragia nesimachus (Doyère, [1840])
- Dichorragia ninus (C. & R. Felder, 1859)
  -  D. n. ninas
  -  D. n. distinctus Röber, 1894
  -  D. n. buruensis Joicey & Talbot, 1924